# Solidaridad (revista)
Solidaridad fue una revista chilena quincenal editada por la Vicaría de la Solidaridad, entre mayo de 1976 y mayo de 1990, en plena dictadura militar. Tuvo 300 números, incluyendo los números especiales Separatas de Solidaridad y Aprendamos en solidaridad.
Esta publicación se constituyó en un medio alternativo, que abordó diversos sucesos ocurridos durante la dictadura de Augusto Pinochet que no eran difundidos por la prensa controlada por el régimen, como lo eran los casos de violaciones a los derechos humanos cometidas en Chile entre 1973 y 1989.